# Tadeusz Brzozowski
Tadeusz Brzozowski, (21 de outubro de 1749 - 5 de fevereiro de 1820) foi um acadêmico, professor, administrador e padre jesuíta polonês. Tendo assegurado a sua continuidade durante a supressão da Companhia até à sua restauração, foi eleito vigésimo Superior Geral da Companhia de Jesus e foi o seu primeiro general mundial.

## Antecedentes
Brzozowski nasceu em Königsberg, Reino da Prússia, em 21 de outubro de 1749, em uma família polonesa. Ele entrou na Companhia de Jesus em 1765, e estudou Retórica, Grego, Francês e literatura clássica em Slutsk (Bielorrússia) (1767-70), seguido por Filosofia e Matemática em Nieśwież (1770-73). Após a Supressão da Ordem no resto do mundo em 21 de julho de 1773 (devido a Catarina, a Grande, padroeira dos "seus" jesuítas, não se aplicou no Império Russo), ele continuou seus estudos teológicos em Vilnius, onde foi ordenado sacerdote em 1775. Com efeito, ele não era mais formalmente membro da Sociedade No entanto, à medida que as partições da Polônia-Lituânia progrediram nos próximos 20 anos, paradoxalmente o alcance dos jesuítas se expandiu temporariamente junto com as fronteiras do Império Russo.

### Retorno à Sociedade na Rússia
Em 1782, Brzozowski partiu para Polotsk, Bielorrússia, no Império Russo, a fim de poder voltar a juntar-se à Sociedade, que foi autorizada a continuar lá. Um linguista talentoso (fluente em latim, francês, alemão, russo) ele traduziu obras teológicas para seu polonês nativo, tais como, Dykcjonarz filozoficzny religii (um Dicionário Filosófico da Religião) por C. F. Nonnotte, Wilno 1782 e O naśladowaniu Najświętszej Maryi Panny (A Imitação da Bem-Aventurada Virgem Maria) por A. de Rouville, Połock 1800. Ele também foi um pregador bem-sucedido e conhecido. Em 1797 foi nomeado Secretário da Sociedade e trabalhou em estreita colaboração com Gabriel Lenkiewicz, Franciszek Kareu e Gabriel Gruber, os sucessivos Vigários Gerais da Sociedade na Rússia. Em seu nome, correspondeu-se com os muitos ex-jesuítas no exterior que desejavam voltar à Sociedade. Na Congregação Regional de 1802 foi nomeado Assistente do recém-eleito Superior dos Jesuítas da Província Russa, Gabriel Gruber. Ele tinha uma devoção especial ao mártir jesuíta, Andrew Bobola e em 1808 ele exumou seus restos mortais de Pinsk e os trouxe para reenterro em Polotsk. Expandiu a atividade missionária em Mozdok, no Cáucaso (1806), Irkutsk (1810) e em Tomsk (1814). Ele também planejava enviar missionários para a China. Em 1806-1810 ele enviou oito jesuítas bielorrussos para Boston para ajudar a promover o renascimento da Sociedade lá.

### Superior Geral
Após a morte de Gruber, em 1805, a Quarta Congregação Regional (polonesa) reuniu-se em Polotsk, novamente parte da Lituânia e elegeu Tadeusz Brzozowski como Superior Geral da Sociedade que ainda funcionava no território da Rússia. O recém-eleito general enviou imediatamente uma mensagem ao Papa Pio VII agradecendo-lhe por ter restaurado a Sociedade na Sicília. Àquela altura, um fluxo constante de jovens estava vindo para a Rússia para se juntar à Sociedade. Entre 1803 e 1805, 103 candidatos entraram no noviciado de Polotsk, 23 deles já ordenados sacerdotes. O número total de jesuítas cresceu para 333, a maioria engajada em atividades educacionais, em 7 escolas secundárias na Rússia, mas também se movendo para o trabalho pastoral na Letônia e na Lituânia.
Ficou claro que a supressão da Sociedade acabaria por ser levantada. em 1812, o colégio em Polotsk foi transformado por Alexandre I da Rússia em uma academia universitária, permitindo assim a filiação de todas as escolas jesuítas e oferecendo-lhes proteção contra interferências políticas locais indevidas.
Em outubro de 1806, os "ex-jesuítas" de Maryland, na América, foram totalmente incorporados à Sociedade e Brzozowski permitiu que um noviciado americano fosse aberto com dez noviços em Georgetown.  Mais tarde naquele ano, o bispo Joseph-Octave Plessis de Quebec escreveu ao papa exilado Pio VII e a Brzozowski, implorando para que os jesuítas fossem enviados da Grã-Bretanha tanto para Halifax Nova Escócia e também para trabalhar entre os aborígenes no Alto Canadá. Brzozowski enviou quatro homens conforme solicitado, dois da Rússia e dois da Inglaterra, mas as Guerras Napoleônicas na Europa e os perigos das viagens tornaram sua missão impossível.
As tensões internas cresceram na Sociedade à medida que jesuítas não-russos ou poloneses, não estando familiarizados com a situação política do império russo, criticaram Brzozowski por certas decisões que ele tomou que, em sua avaliação, eram muito liberais, como permitir que a fé ortodoxa fosse ensinada nas escolas jesuítas.

### Restauração da Sociedade
Brzozowski trabalhou incansavelmente para obter a restauração geral da Sociedade, tanto pessoalmente quanto através de seu delegado em Roma, o Padre Luigi Fortis SJ. Em seu retorno do exílio napoleônico para Roma, o Papa Pio VII levantou a supressão da Sociedade em 7 de agosto de 1814.  Quarenta e um anos depois que Clemente XIV suprimiu a Sociedade, Pio VII celebrou missa na Igreja do Gesú e promulgou formalmente a bula papal de restauração, Sollicitudo omnium ecclesiarum. A recém-reconstituída Companhia de Jesus considerou desnecessária uma congregação geral: Brzozowski manteve seu papel e tornou-se formalmente Superior Geral da Companhia de Jesus. No entanto, o czar Alexandre proibiu Brzozowski de deixar a Rússia. Brzozowski, portanto, nomeou Luigi Fortis, como seu representante em Roma de 1814 até sua morte em 1820. Brzozowski havia conseguido garantir a continuidade da Sociedade a partir de seu exílio na Rússia.

### Complicações políticas
A restauração da Sociedade coincidiu com a Rússia se tornando mais nacionalista e fortalecendo sua Igreja Ortodoxa Nativa. Os jesuítas eram vistos como um obstáculo a esses desenvolvimentos. Contrário à expansão e influência da Sociedade, Alexandre publicou um édito em 20 de dezembro de 1815, expulsando os jesuítas de São Petersburgo e assumindo seu colégio sob a alegação de que eles estavam convertendo nobres russos ao catolicismo. Apesar de sua saúde debilitada e protestos, Brzozowski foi detido e proibido de retornar a Roma. Sentindo que os dias da Sociedade na Rússia estavam contados, Brzozowski enviou vários jesuítas à Europa Ocidental para acelerar o restabelecimento da ordem.

## Morte
Brzozowski morreu em 5 de fevereiro de 1820 e foi enterrado em Polotsk. Ele havia tomado a precaução de nomear um italiano, Mariano Petrucci, como seu vigário geral, para garantir que a Congregação para eleger seu sucessor se reunisse em Roma. Em 13 de março de 1820, a Companhia de Jesus foi expulsa do Império Russo.